# Odo Reuter
Odo Morannal Reuter (28. april 1850 i Turku – 2. september 1913 sammesteds) var en finsk zoolog, bror til Enzio Reuter.

## Liv og karriere
Han blev student i 1867, magister i 1873, dr. phil. og docent i 1877 og var i årene 1882—1910 professor ved universitetet i Helsingfors. Han var en af Finlands mest berømte zoologer og har ved sin rige litterære produktion på sit specielle område, entomologien, vundet sig et navn langt ud over landets grænser.

## Forfatterskab
Den gruppe, han med særlig forkærlighed gav sig af med, er tægerne, og flere af hans skrifter derom, fx "Hemiptera gymnocerata Europæ" (1878—96), "Monographia Anthocoridarum" (1885) og "Ad cognitionem Capsinarum" (1891—95), må betegnes som grundlæggende. Også af andre grupper har han imidlertid givet gode bearbejdelser, således "Corrodentia Fennica" (1893), "Neuroptera Fennica" (1895) og "Thysanoptera Fennica" (1899). I alle disse arbejder fremtræder han kun som beskrivende zoolog af den ældre skole. Først i nogle senere arbejder: "Hemipterologische Spekulationen" (1905) og "Phylogenie und Systematik der Minden" (1910) behandlede han sit emne fra afstamningslærens synspunkt.
Som populærvidenskabelig skribent har han endvidere udført et fortjenstfuldt arbejde, idet hans bøger "De lägre djurens själslif" (1886) og "Insekternas lefnadsvanor og instinkter" (1910) var meget læseværdige.
Endelig er han på det skønlitterære område blandt andet skrevet 3 bind digte.